# N'importe qui (film, 2017)
Pour les articles homonymes, voir N'importe qui.
Pour plus de détails, voir Fiche technique et Distribution.
N'importe qui est un documentaire français réalisé par François Bégaudeau, sorti en 2017.

## Synopsis
Dans une ville de Mayenne, François Bégaudeau interroge les passants pour leur demander s'ils se sentent « représentés » par les personnalités politiques. Devant les refus de répondre, il abandonne le dispositif du micro-trottoir et propose à la personne interviewée, inconnue ou non, de filmer ce qu'elle veut pendant une minute. Le film questionne notre rapport à la politique et à la démocratie.

## Fiche technique
- Titre : N'importe qui
- Réalisation : François Bégaudeau
- Scénario : Fabienne Delannet et Antoine Glemain
- Photographie : Pierre Bouron, Yann Guibert et Grégory Morin
- Montage : Olivier Jacquin
- Production : Antoine Glemain
- Société de production : Atmospheres Production
- Société de distribution : Atmospheres Production (France)
- Pays :  France
- Genre : documentaire
- Durée : 114 minutes
- Dates de sortie : 
  -  France : 22 mars 2017

## Distribution
- Alexis Bessin : Le premier ministre

## Accueil
Murielle Joudet pour Le Monde évoque la « modestie du projet », le film « ne prétend rien résoudre et préfère même tout complexifier, il ne se fixe aucune destination particulière et choisit de démultiplier les interrogations plutôt que d'apporter des réponses ». Jacques Morice pour Télérama parle d'un documentaire « sauvage, hasardeux, libre » avec une dernière séquence « bluffante ».